# Powiat rycki
Powiat rycki – powiat w Polsce (województwo lubelskie), reaktywowany w 1999 roku w ramach reformy administracyjnej. Jego siedzibą są Ryki. Jest to najdalej na zachód wysunięty powiat województwa lubelskiego.

## Podział administracyjny
W skład powiatu wchodzą:
- gminy miejskie: Dęblin
- gminy miejsko-wiejskie: Ryki
- gminy wiejskie: Kłoczew, Nowodwór, Stężyca, Ułęż
- miasta: Dęblin, Ryki

## Historia
Powiat rycki został powołany dnia 1 stycznia 1956 roku w województwie warszawskim, czyli 15 miesięcy po wprowadzeniu gromad w miejsce dotychczasowych gmin (29 września 1954) jako podstawowych jednostek administracyjnych PRL. Na powiat rycki złożyły się 1 miasto i 24 gromady, które wyłączono z powiatu garwolińskiego w tymże województwie:
- miasto Dęblin
- gromady Bazanów Nowy, Białki Dolne, Bobrowniki, Czernic, Grabów Rycki, Jagodne, Kłoczew, Korytnica, Moszczanka, Niwa Babicka, Nowodwór, Pawłowice, Rokitnia Stara, Rososz, Ryki, Sobieszyn, Stężyca, Strych, Swaty, Trojanów, Ułęż, Wola Zadybska, Wola Życka i Zadybie Stare

Na uwagę zasługuje fakt, że w momencie utworzenia powiatu Ryki, stolica powiatu, nie były miastem, tylko wsią (siedzibą gromady). Prawa miejskie Ryki odzyskały rok później, 1 stycznia 1957 roku. Wtedy też z powiatu ryckiego wyłączono gromadę Strych i włączono ją z powrotem do powiatu garwolińskiego. 31 grudnia 1959 roku do powiatu ryckiego przyłączono gromadę Walentynów z powiatu łukowskiego w województwie lubelskim.
Po zniesieniu gromad i reaktywacji gmin z dniem 1 stycznia 1973 roku powiat rycki podzielono na 2 miasta i 6 gmin:
- miasta Dęblin i Ryki
- gminy Kłoczew, Nowodwór, Ryki, Stężyca, Trojanów i Ułęż

Po reformie administracyjnej obowiązującej od 1 czerwca 1975 roku terytorium zniesionego powiatu ryckiego włączono głównie do nowego (mniejszego) województwa lubelskiego, oprócz gmin Kłoczew i Trojanów, które włączono do województwa siedleckiego.
Wraz z reformą administracyjną z 1999 roku przywrócono powiat rycki, tym razem w województwie lubelskim, lecz o nieco mniejszym obszarze w porównaniu z tym z początku 1975 roku: gmina Trojanów pozostała przy Mazowszu (w powiecie garwolińskim w województwie mazowieckim), natomiast gmina Kłoczew powróciła do powiatu ryckiego i znalazła się po raz pierwszy na Lubelszczyźnie. Miasto i gminę Ryki połączono 1 stycznia 1992 roku we wspólną gminę miejsko-wiejską Ryki. 27 listopada 1996 roku miasto Dęblin określono jako gminę miejską.
Porównując obszar dzisiejszego powiatu ryckiego z obszarem z 1956 roku można zauważyć, że niektóre tereny dawnego powiatu ryckiego znajdują się obecnie w powiecie garwolińskim (woj. mazowieckie), w gminach Trojanów i Maciejowice.

## Demografia
Liczba ludności (dane z 30 czerwca 2005):
|        | Ogółem | Ogółem | Kobiety | Kobiety | Mężczyźni | Mężczyźni |
| osób   | %      | osób   | %       | osób    | %         |           |
| ------ | ------ | ------ | ------- | ------- | --------- | --------- |
| Ogółem | 59 859 | 100    | 29 886  | 49,93   | 29 973    | 50,07     |
| Miasto | 28 252 | 47,20  | 14 139  | 23,62   | 14 113    | 23,58     |
| Wieś   | 31 607 | 52,80  | 15 747  | 26,31   | 15 860    | 26,50     |

▶Wieś vs ▶miasto
Ogółem (▶k, ▶m)
Miasto (▶k, ▶m)
Wieś (▶k, ▶m)

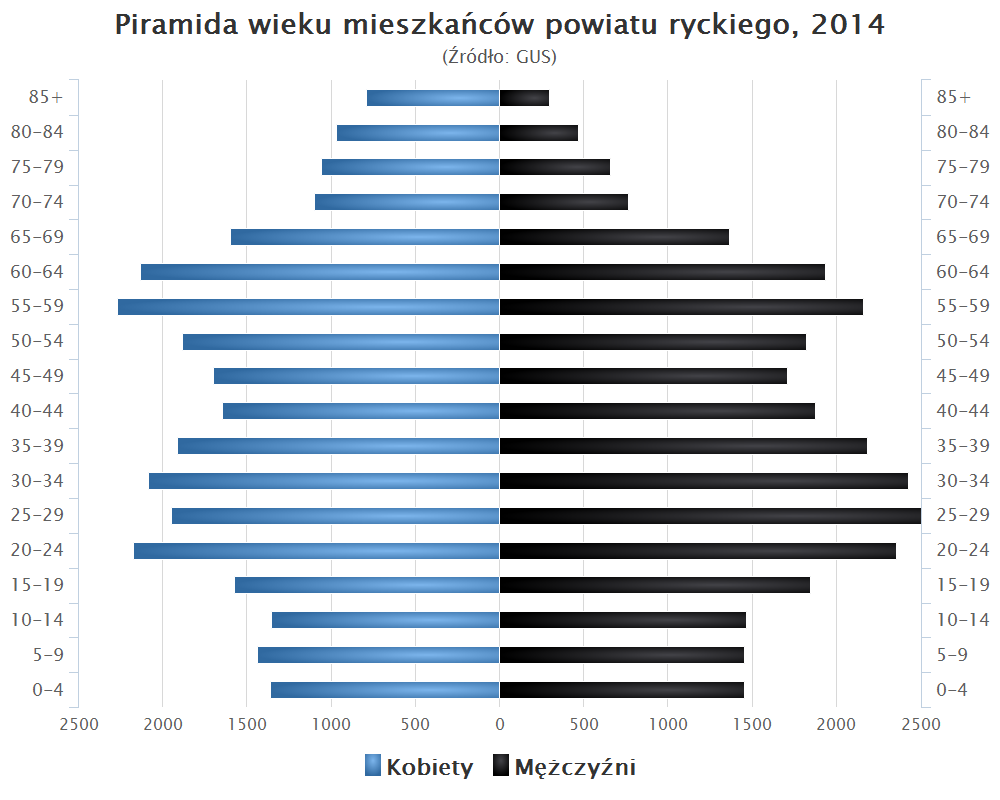
Piramida wieku mieszkańców powiatu ryckiego w 2014 roku

Według danych z 31 grudnia 2019 roku powiat zamieszkiwało 55 988 osób.

## Gospodarka
W końcu września 2019 liczba zarejestrowanych bezrobotnych w powiecie obejmowała ok. 1,5 tys. mieszkańców, co stanowi stopę bezrobocia na poziomie 6,8% do aktywnych zawodowo.

## Inne
30 kwietnia 2019 r. Rada Powiatu uchwaliła tzw. stanowisko w sprawie powstrzymania ideologii gender i "LGBT". 8 maja 2019 r. na oficjalnej stronie internetowej Powiatu ryckiego pojawiła się publiczna informacja zatytułowana Powiat Rycki wolny od ideologii gender i "LGBT". Za przyjęcie tego aktu samorząd powiatowy został odznaczony medalem przez wojewodę lubelskiego Przemysława Czarnka w dniu 16 maja 2019 r. Jednakże uchwalenie tego typu aktu i jego "nagrodzenie" wywołało kontrowersje i było przedmiotem debaty publicznej. Potępił je również Rzecznik Praw Obywatelskich, w ocenie którego akt dyskryminuje określoną, wybraną grupę obywateli, a jego zapisy stoją w sprzeczności z zapisami Konstytucji Rzeczypospolitej Polskiej oraz Prawa międzynarodowego, a także uderzają w podstawowe wolności obywatelskie i prawa człowieka.

## Starostowie ryccy
Na podstawie źródła:
- Tadeusz Prządka (1 stycznia 1999 – 28 listopada 2002)
- Stanisław Jagiełło (28 listopada 2002 – 18 maja 2004)
- Leszek Filipek (18 maja 2004 – 2 grudnia 2010)
- Stanisław Jagiełło (2 grudnia 2010 – 20 listopada 2018)
- Dariusz Szczygielski (20 listopada 2018 – nadal)

## Sąsiednie powiaty
- powiat łukowski
- powiat lubartowski
- powiat puławski
- powiat kozienicki (mazowieckie)
- powiat garwoliński (mazowieckie)